# Maruéjols-lès-Gardon
Maruéjols-lès-Gardon este o comună în departamentul Gard din sudul Franței. În 2009 avea o populație de 233 de locuitori.

## Evoluția populației
| An        | 1975 | 1982 | 1990 | 1999 | 2006 | 2009 |
| --------- | ---- | ---- | ---- | ---- | ---- | ---- |
| Populație | 143  | 149  | 161  | 144  | 152  | 233  |